# Гайленд (округ Дуглас, Вісконсин)
Гайленд (англ. Highland) — місто (англ. town) в США, в окрузі Дуглас штату Вісконсин. Населення — 340 осіб (2020).

## Демографія
Згідно з переписом 2010 року, у місті мешкало 311 осіб у 139 домогосподарствах у складі 98 родин. Було 320 помешкань
Расовий склад населення:
| - 98,1 % — білих - 0,6 % — корінних американців - 0,3 % — азіатів |

До двох чи більше рас належало 1,0 %. Частка іспаномовних становила 0,0 % від усіх жителів.
За віковим діапазоном населення розподілялося таким чином: 17,4 % — особи молодші 18 років, 61,1 % — особи у віці 18—64 років, 21,5 % — особи у віці 65 років та старші. Медіана віку мешканця становила 51,5 року. На 100 осіб жіночої статі у місті припадало 108,7 чоловіків;  на 100 жінок у віці від 18 років та старших — 102,4 чоловіків також старших 18 років.
Середній дохід на одне домашнє господарство  становив 58 146 доларів США (медіана — 51 875), а середній дохід на одну сім'ю — 71 496 доларів (медіана — 75 000). Медіана доходів становила 56 458 доларів для чоловіків та 37 917 доларів для жінок. За межею бідності перебувало 12,3 % осіб, у тому числі 17,1 % дітей у віці до 18 років та 9,2 % осіб у віці 65 років та старших.
Цивільне працевлаштоване населення становило 100 осіб. Основні галузі зайнятості: освіта, охорона здоров'я та соціальна допомога — 24,0 %, будівництво — 21,0 %, роздрібна торгівля — 10,0 %, транспорт — 9,0 %.